# 関屋記念
関屋記念（せきやきねん）は、日本中央競馬会（JRA）が新潟競馬場の芝1600mで施行する中央競馬の重賞競走（GIII）である。
競走名の「関屋」は、1964年までの旧新潟競馬場の所在地（新潟県新潟市関屋字青山下百問割）に由来している。
正賞は新潟県知事賞。

## 概要
新潟競馬場が新潟市郊外の笹山に移転した翌年の1966年に、4歳（2001年以降の馬齢表記法では3歳）以上の馬によるハンデキャップの重賞競走として創設。新潟競馬場で施行される重賞競走では、新潟記念についで古い歴史を持つ。2012年からはサマーマイルシリーズの第2戦（2020年から2024年は第3戦）に指定されている。
施行距離は当初右回り芝2000m（内回り）だったが、1970年から右回り芝1800m（内回り）に、1975年から右回り芝1600m（外回り）に変更された。その後、2001年のコース改修で右回りから左回りに変更されたため、以降は左回り芝1600m（外回り）となり現在に至っている。
負担重量も1973年は別定で施行したが、翌年（1974年）から1982年までは再びハンデキャップに変更。1983年から2024年は再び別定重量となっていたが、2025年より再度ハンデキャップに変更される。外国産馬は1995年から、地方競馬所属馬は1996年から出走可能になったほか、2005年からは外国馬の出走も可能になった。
サマーマイルシリーズに指定されてからの優勝馬では、2014年のクラレント、2015年のレッドアリオン、2021年のロータスランド、2022年のウインカーネリアン、2024年のトゥードジボンがシリーズチャンピオンになった。

## 競走条件・賞金

### 競走条件
以下の内容は、2025年現在のもの。
出走資格
サラブレッド系3歳（旧4歳）以上の競走馬
- JRA所属馬
- 地方競馬所属馬（認定馬のみ、2頭まで）
- 外国調教馬（優先出走）

負担重量
- ハンデキャップ

### 賞金
2024年の1着賞金は4100万円で、以下2着1600万円、3着1000万円、4着620万円、5着410万円。

## 歴史
- 1966年 - 4歳（現3歳）以上の馬によるハンデキャップの重賞競走として創設、新潟競馬場の芝2000mで施行。
- 1970年 - 施行距離を芝1800mに変更。
- 1973年 - 負担重量を別定に変更。
- 1974年 - 負担重量をハンデキャップに変更。
- 1975年 - 施行距離を芝1600mに変更。
- 1983年 - 負担重量を別定に変更。
- 1984年 - グレード制施行によりGIIIに格付け。
- 1988年 - この年に限り、福島競馬場・芝1200mで実施。
- 1995年 - 混合競走に指定。
- 1996年 - 特別指定交流競走に指定され、地方所属馬は2頭まで出走可能となる。
- 2001年
  - 馬齢表示の国際基準への変更に伴い、出走条件が「4歳以上」から「3歳以上」に変更。
  - 施行コースが左外回りの芝1600mに変更。
- 2005年 - 混合競走から国際競走に変更され、外国調教馬は5頭まで出走可能となる。
- 2007年 - 日本のパートI国昇格に伴い、外国調教馬の出走枠が9頭に拡大。
- 2010年 - サマージョッキーズシリーズの対象競走に指定。
- 2012年 - サマーマイルシリーズに指定。
- 2020年 - 新型コロナウイルスの感染拡大防止のため、「無観客競馬」として実施[10][11]。
- 2023年 - この年から負担重量の別定基準をグレード別定に変更され、斤量も3歳54kg、4歳以上57kg（牝馬2kg減）に変更される。
- 2025年 
  - 施行時期を7月に、負担重量をハンデキャップにそれぞれ変更。これにより、この競走が夏の新潟競馬最初に行われる重賞となる。
  - 「新潟競馬場開設60周年記念」の副称をつけて施行。
  - 暑熱対策による最終競走の発走時刻を18時25分に設定したことに伴い、競走番号が第11競走から第7競走に変更。

### 歴代優勝馬
優勝馬の馬齢は、2000年以前も現行表記に揃えている。
コース種別を記載していない距離は、芝コースを表す。
第35回までは右回り、第36回以降は左回り。
| 回数   | 年月日         | 競馬場 | 距離  | 優勝馬             | 性齢 | タイム  | 優勝騎手   | 管理調教師   | 馬主                           |
| ------ | -------------- | ------ | ----- | ------------------ | ---- | ------- | ---------- | ------------ | ------------------------------ |
| 第1回  | 1966年10月2日  | 新潟   | 2000m | セエチヨウ         | 牡4  | 2:03.7  | 清水美波   | 藤本冨良     | 伊東二郎                       |
| 第2回  | 1967年6月4日   | 新潟   | 2000m | タマクイン         | 牝4  | 2:04.4  | 小島太     | 高木良三     | 宇都宮登                       |
| 第3回  | 1968年10月20日 | 新潟   | 2000m | スズハヤテ         | 牡4  | 2:02.8  | 池之上豊   | 佐藤正二     | ワイ・エス・エス               |
| 第4回  | 1969年7月27日  | 新潟   | 2000m | アマノガワ         | 牡4  | 2:01.3  | 嶋田功     | 稲葉幸夫     | 那須野牧場                     |
| 第5回  | 1970年10月4日  | 新潟   | 1800m | ヒガシライト       | 牡3  | 1:49.7  | 矢野一博   | 尾形藤吉     | 坂本清五郎                     |
| 第6回  | 1971年7月18日  | 新潟   | 1800m | トウショウピット   | 牡4  | 1:50.2  | 菅原泰夫   | 茂木為二郎   | トウショウ産業（株）           |
| 第7回  | 1972年10月15日 | 新潟   | 1800m | パッシングゴール   | 牡6  | 1:49.0  | 新田幸春   | 大久保石松   | 山本愼一                       |
| 第8回  | 1973年10月28日 | 新潟   | 1800m | サンヨウコウ       | 牡4  | 1:49.6  | 古賀一隆   | 宮沢今朝太郎 | 山口幸保                       |
| 第9回  | 1974年5月12日  | 新潟   | 1800m | ノボルトウコウ     | 牡5  | 1:48.9  | 安田富男   | 加藤朝治郎   | 渡辺喜八郎                     |
| 第10回 | 1975年8月3日   | 新潟   | 1600m | ファイブワン       | 牡3  | 1:33.8  | 津田昭     | 野平富久     | 菅原吾一                       |
| 第11回 | 1976年8月8日   | 新潟   | 1600m | ニシキエース       | 牡5  | 1:34.9  | 森安重勝   | 森安弘昭     | 小林清                         |
| 第12回 | 1977年8月7日   | 新潟   | 1600m | イシノオウカン     | 牡6  | 1:34.8  | 大崎昭一   | 柴田寛       | 石川清一                       |
| 第13回 | 1978年8月6日   | 新潟   | 1600m | ベロナスポート     | 牝5  | 1:35.0  | 菅原泰夫   | 本郷一彦     | （有）ターフ・スポート         |
| 第14回 | 1979年8月5日   | 新潟   | 1600m | スズホープ         | 牡5  | 1:35.4  | 徳吉一己   | 森末之助     | 小紫芳夫                       |
| 第15回 | 1980年8月3日   | 新潟   | 1600m | シーバードパーク   | 牝4  | 1:35.0  | 菅原泰夫   | 本郷重彦     | （株）ホースマン               |
| 第16回 | 1981年8月2日   | 新潟   | 1600m | ブラビオー         | 牡4  | 1:33.9  | 中野栄治   | 中野隆良     | 一柳博志                       |
| 第17回 | 1982年8月8日   | 新潟   | 1600m | メイジタイガー     | 牡5  | 1:34.1  | 菅原泰夫   | 本郷一彦     | （資）明治牧場                 |
| 第18回 | 1983年8月7日   | 新潟   | 1600m | ワールドキング     | 牡6  | 1:34.8  | 増沢末夫   | 佐藤征助     | （株）ワールド競走馬           |
| 第19回 | 1984年8月5日   | 新潟   | 1600m | ハヤテミグ         | 牡4  | 1:33.3  | 郷原洋行   | 野平好男     | 川部宏                         |
| 第20回 | 1985年8月4日   | 新潟   | 1600m | タカラスチール     | 牝3  | 1:33.9  | 吉沢宗一   | 坂本栄三郎   | 村山義男                       |
| 第21回 | 1986年8月3日   | 新潟   | 1600m | アイランドゴッテス | 牝4  | 1:34.3  | 増沢末夫   | 野平富久     | 嶋村二三男                     |
| 第22回 | 1987年8月9日   | 新潟   | 1600m | クールハート       | 牝3  | R1:33.2 | 田村正光   | 奥平真治     | （有）ハイランド牧場           |
| 第23回 | 1988年8月7日   | 福島   | 1200m | ヒシノリフオー     | 牡6  | 1:10.9  | 柴田善臣   | 増本豊       | 菱田圭二                       |
| 第24回 | 1989年8月6日   | 新潟   | 1600m | ミスターブランディ | 牡7  | 1:33.9  | 大塚栄三郎 | 大和田稔     | 吉田善哉                       |
| 第25回 | 1990年8月5日   | 新潟   | 1600m | マキバサイクロン   | 牡5  | 1:33.6  | 増沢末夫   | 佐藤嘉秋     | 新田知也                       |
| 第26回 | 1991年8月4日   | 新潟   | 1600m | ニフティニース     | 牝4  | 1:34.2  | 竹原啓二   | 松山康久     | 吉田善哉                       |
| 第27回 | 1992年8月9日   | 新潟   | 1600m | スプライトパッサー | 牝5  | 1:34.3  | 柴田政人   | 高松邦男     | （株）ホースマン               |
| 第28回 | 1993年8月8日   | 新潟   | 1600m | マイスタージンガー | 牡4  | 1:33.7  | 蛯名正義   | 前田禎       | 山﨑淨                         |
| 第29回 | 1994年8月7日   | 新潟   | 1600m | マイスーパーマン   | 牡8  | 1:33.2  | 大塚栄三郎 | 鹿戸幸治     | 菅原吾一                       |
| 第30回 | 1995年8月6日   | 福島   | 1700m | フェスティブキング | 牡4  | 1:43.9  | 成田均     | 久恒久夫     | 加野温                         |
| 第31回 | 1996年8月4日   | 新潟   | 1600m | エイシンガイモン   | 牡3  | 1:34.0  | 武豊       | 加用正       | 平井豊光                       |
| 第32回 | 1997年8月3日   | 新潟   | 1600m | エイシンガイモン   | 牡4  | 1:33.5  | 蛯名正義   | 加用正       | 平井豊光                       |
| 第33回 | 1998年8月9日   | 新潟   | 1600m | ダイワテキサス     | 牡5  | 1:32.7  | 蛯名正義   | 増沢末夫     | 大和商事（株）                 |
| 第34回 | 1999年8月8日   | 新潟   | 1600m | リワードニンファ   | 牝4  | R1:31.6 | 後藤浩輝   | 後藤由之     | 宮崎忠比古                     |
| 第35回 | 2000年8月6日   | 福島   | 1700m | ダイワテキサス     | 牡7  | 1:43.5  | 北村宏司   | 増沢末夫     | 大和商事（株）                 |
| 第36回 | 2001年8月5日   | 新潟   | 1600m | マグナーテン       | 騸5  | R1:31.8 | 岡部幸雄   | 藤沢和雄     | 駒井孝男                       |
| 第37回 | 2002年7月28日  | 新潟   | 1600m | マグナーテン       | 騸6  | 1:31.8  | 岡部幸雄   | 藤沢和雄     | 駒井孝男                       |
| 第38回 | 2003年8月3日   | 新潟   | 1600m | オースミコスモ     | 牝4  | 1:31.8  | 常石勝義   | 中尾正       | 山路秀則                       |
| 第39回 | 2004年8月1日   | 新潟   | 1600m | ブルーイレヴン     | 牡4  | 1:32.3  | 吉田稔     | 角居勝彦     | 金子真人                       |
| 第40回 | 2005年7月31日  | 新潟   | 1600m | サイドワインダー   | 牡7  | 1:32.3  | 福永祐一   | 北橋修二     | （株）協栄                     |
| 第41回 | 2006年8月6日   | 新潟   | 1600m | カンファーベスト   | 牡7  | 1:32.5  | 江田照男   | 佐藤吉勝     | 奥村清晴                       |
| 第42回 | 2007年8月5日   | 新潟   | 1600m | カンパニー         | 牡6  | 1:31.8  | 福永祐一   | 音無秀孝     | 近藤英子                       |
| 第43回 | 2008年8月10日  | 新潟   | 1600m | マルカシェンク     | 牡5  | 1:32.8  | 福永祐一   | 河内洋       | 河長産業（株）                 |
| 第44回 | 2009年8月9日   | 新潟   | 1600m | スマイルジャック   | 牡4  | 1:32.7  | 三浦皇成   | 小桧山悟     | 齊藤四方司                     |
| 第45回 | 2010年8月8日   | 新潟   | 1600m | レッツゴーキリシマ | 牡5  | 1:32.9  | 北村宏司   | 天間昭一     | 西村新一郎                     |
| 第46回 | 2011年8月7日   | 新潟   | 1600m | レインボーペガサス | 牡6  | 1:32.6  | 安藤勝己   | 鮫島一歩     | 吉村敏治                       |
| 第47回 | 2012年8月12日  | 新潟   | 1600m | ドナウブルー       | 牝4  | R1:31.5 | 内田博幸   | 石坂正       | （有）サンデーレーシング       |
| 第48回 | 2013年8月11日  | 新潟   | 1600m | レッドスパーダ     | 牡7  | 1:32.5  | 北村宏司   | 藤沢和雄     | （株）東京ホースレーシング     |
| 第49回 | 2014年8月17日  | 新潟   | 1600m | クラレント         | 牡5  | 1:32.5  | 田辺裕信   | 橋口弘次郎   | 前田晋二                       |
| 第50回 | 2015年8月16日  | 新潟   | 1600m | レッドアリオン     | 牡5  | 1:32.6  | 川須栄彦   | 橋口弘次郎   | （株）東京ホースレーシング     |
| 第51回 | 2016年8月14日  | 新潟   | 1600m | ヤングマンパワー   | 牡4  | 1:31.8  | 戸崎圭太   | 手塚貴久     | 星野壽市                       |
| 第52回 | 2017年8月13日  | 新潟   | 1600m | マルターズアポジー | 牡5  | 1:32.2  | 武士沢友治 | 堀井雅広     | 藤田在子                       |
| 第53回 | 2018年8月12日  | 新潟   | 1600m | プリモシーン       | 牝3  | 1:31.6  | 北村宏司   | 木村哲也     | （有）シルクレーシング         |
| 第54回 | 2019年8月11日  | 新潟   | 1600m | ミッキーグローリー | 牡6  | 1:32.1  | C.ルメール | 国枝栄       | 野田みづき                     |
| 第55回 | 2020年8月16日  | 新潟   | 1600m | サトノアーサー     | 牡6  | 1:33.1  | 戸崎圭太   | 池江泰寿     | （株）サトミホースカンパニー   |
| 第56回 | 2021年8月15日  | 新潟   | 1600m | ロータスランド     | 牝4  | 1:32.7  | 田辺裕信   | 辻野泰之     | （同）小林英一ホールディングス |
| 第57回 | 2022年8月14日  | 新潟   | 1600m | ウインカーネリアン | 牡5  | 1:33.3  | 三浦皇成   | 鹿戸雄一     | （株）ウイン                   |
| 第58回 | 2023年8月13日  | 新潟   | 1600m | アヴェラーレ       | 牝5  | 1:32.1  | 戸崎圭太   | 木村哲也     | （有）シルクレーシング         |
| 第59回 | 2024年8月11日  | 新潟   | 1600m | トゥードジボン     | 牡5  | 1:32.9  | 松山弘平   | 四位洋文     | 青山洋一                       |
| 第60回 | 2025年7月27日  | 新潟   | 1600m | カナテープ         | 牝6  | 1:31.0  | R.キング   | 堀宣行       | C.フィプケ                     |

#### 各回競走結果の出典
- 「関屋記念(GIII)」『中央競馬全重賞競走成績集 【古馬関東編】』日本中央競馬会、2006年、1077-1125頁。 第1回 - 第40回
- “JRA年度別全成績”.   日本中央競馬会. 2021年8月16日閲覧。
  - （2023年）“第3回 新潟競馬 第2日” (PDF). p. 6. 2024年7月28日閲覧。（索引番号：22023）
  - （2022年）“第3回 新潟競馬 第2日” (PDF). p. 6. 2022年8月15日閲覧。（索引番号：22023）
  - （2021年）“第4回 新潟競馬 第2日” (PDF). p. 6. 2021年8月16日閲覧。（索引番号：22023）
  - （2020年）“第3回 新潟競馬 第2日” (PDF). p. 6. 2021年8月16日閲覧。（索引番号：22023）
  - （2019年）“第2回 新潟競馬 第6日” (PDF). p. 6. 2019年8月13日閲覧。（索引番号：21071）
  - （2018年）“第2回 新潟競馬 第6日” (PDF). p. 6. 2019年8月13日閲覧。（索引番号：21071）
  - （2017年）“第2回 新潟競馬 第6日” (PDF). p. 6. 2017年8月14日閲覧。（索引番号：21071）
  - （2016年）“第2回 新潟競馬 第6日” (PDF). p. 6. 2016年8月15日閲覧。（索引番号：21071）
  - （2015年）“第2回 新潟競馬 第6日” (PDF). p. 6. 2016年8月15日閲覧。（索引番号：21071）
  - （2014年）“第2回 新潟競馬 第6日” (PDF). p. 6. 2015年8月10日閲覧。（索引番号：22071）
  - （2013年）“第2回 新潟競馬 第6日” (PDF). p. 6. 2015年8月10日閲覧。（索引番号：21071）
  - （2012年）“第3回 新潟競馬 第2日” (PDF). p. 6. 2015年8月10日閲覧。（索引番号：23023）
  - （2011年）“第3回 新潟競馬 第8日” (PDF). p. 6. 2015年8月10日閲覧。（索引番号：21095）
  - （2010年）“第2回 新潟競馬 成績集計表” (PDF). pp. 2183-2184. 2015年8月10日閲覧。（索引番号：19095）
  - （2009年）“第2回 新潟競馬 成績集計表” (PDF). pp. 2279-2280. 2015年8月10日閲覧。（索引番号：20095）
  - （2008年）“第2回 新潟競馬 成績集計表” (PDF). pp. 2209-2210. 2015年8月10日閲覧。（索引番号：19095）
  - （2007年）“第2回 新潟競馬 成績集計表” (PDF). pp. 2159-2161. 2015年8月10日閲覧。（索引番号：19095）
  - （2006年）“第2回 新潟競馬 成績集計表” (PDF). pp. 2198-2199. 2015年8月10日閲覧。（索引番号：19095）
  - （2005年）“第2回 新潟競馬 成績集計表” (PDF). pp. 2171-2172. 2015年8月10日閲覧。（索引番号：19071）
  - （2004年）“第2回 新潟競馬 成績集計表” (PDF). pp. 2170-2171. 2015年8月10日閲覧。（索引番号：19071）
  - （2003年）“第2回 新潟競馬 成績集計表” (PDF). pp. 2159-2160. 2015年8月10日閲覧。（索引番号：19071）
  - （2002年）“第2回 新潟競馬 成績集計表” (PDF). pp. 2007-2008. 2015年8月10日閲覧。（索引番号：18071）
- netkeiba.comより（最終閲覧日：2020年8月11日）
  - 1986年、1987年、1988年、1989年、1990年、1991年、1992年、1993年、1994年、1995年、1996年、1997年、1998年、1999年、2000年、2001年、2002年、2003年、2004年、2005年、2006年、2007年、2008年、2009年、2010年、2011年、2012年、2013年、2014年、2015年、2016年、2017年、2018年、2019年
- JBISサーチ
  - 2016年